# 白喉山鹪莺
白喉山鹪莺（学名：Prinia superciliaris），又称黑喉山鹪莺或山鷦鶯，是雀形目扇尾莺科的一种鸟类。该物种的模式产地在云南。黑喉山鹪莺又可以指Prinia atrogularis（中国大陆称为黑胸山鹪莺，台湾称为黑喉山鹪莺）。

## 特征

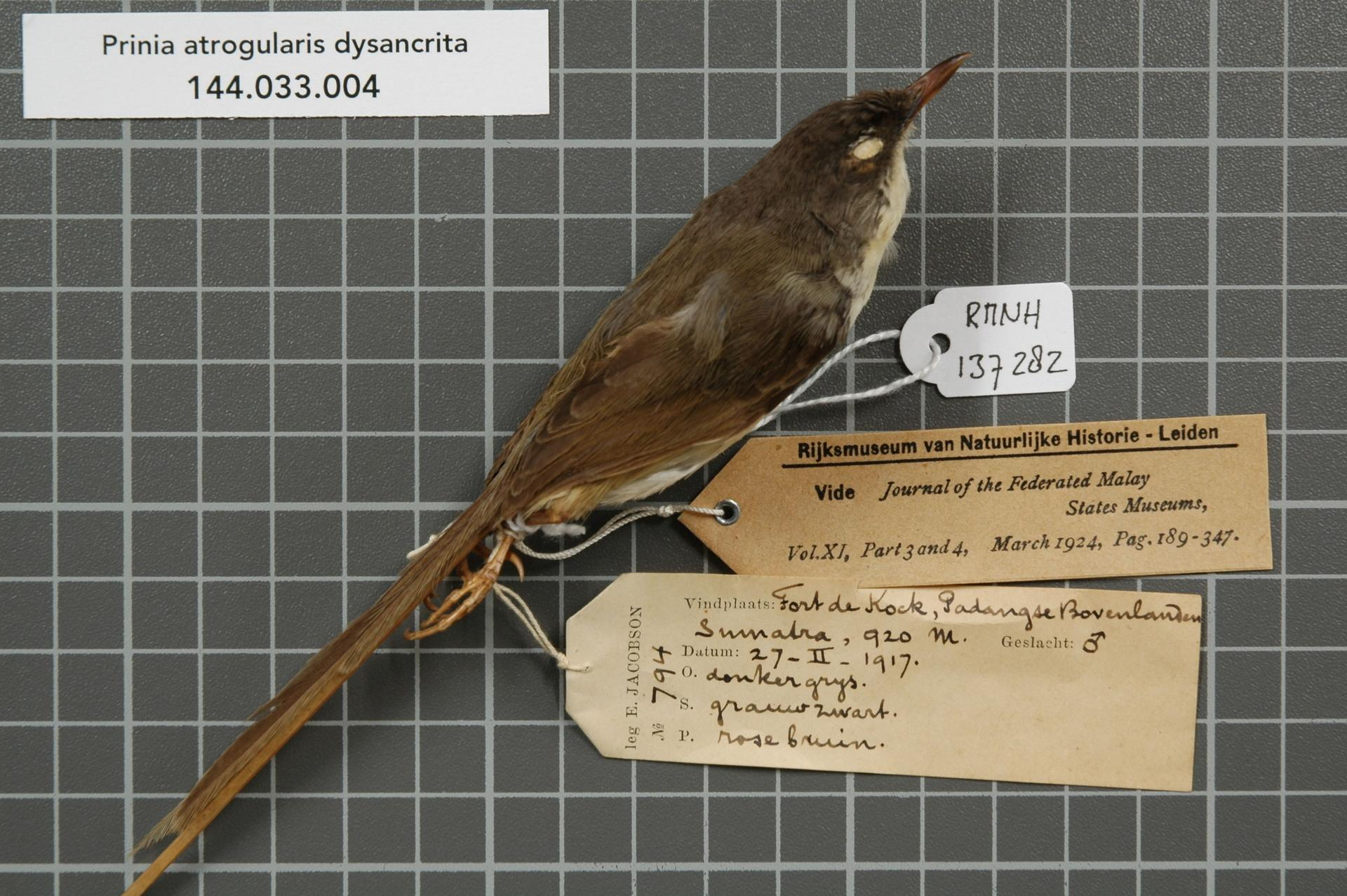
RMNH 收藏的雄鳥標本。科克堡（武吉丁宜）

白喉山鹪莺体重约11.8克，翼长约48毫米，嘴峰长约13.1毫米，喙宽度约2.4毫米，喙厚度约3毫米，跗蹠长约20毫米，尾长约100毫米。白喉山鹪莺在其分布区内为留鸟，其栖息在半开放的草原环境中，食性为肉食性，主要食物来源是陆生无脊椎动物。

## 亚种
- ：分布于缅甸至泰国北部。
- ：分布于缅甸东部山区至中国南部（云南）、老挝北部和越南北部的山区。
- ：分布于泰国-马来半岛南部。
- ：分布于老挝南部和越南南部的高原地区。
- ：分布于西苏门答腊的山区。[5]